# Bernard HV-120
Il Bernard HV-120 era un idrocorsa (idrovolante da competizione) monomotore ad ala bassa realizzato dall'azienda francese Société des Avions Bernard come proposta per la partecipazione alla Coppa Schneider del 1931.

## Storia del progetto
Nell'ottobre 1928 la Francia si dotò di un proprio Ministero dell'Aviazione, che venne affidato a Laurent-Eynac e dotato di un proprio budget finanziario.. Una delle prime decisioni prese dal neoministro fu quella di finanziare la partecipazione di una squadra nazionale al Trofeo Schneider, che doveva tenersi l'anno successivo a Calshot, in Gran Bretagna. Vennero interpellati tre costruttori di idrovolanti: la Société des Avions Bernard (di La Courneuve), la Nieuport-Delage (di Issy-les-Moulineaux e Argenteuil) e la Blériot-SPAD (a Suresnes), e tre industrie motoristiche, Renault (Billancourt), Hispano-Suiza (Bois-Colombes) e Lorraine (Argenteuil).
A tale scopo venne costituita una Section d'Entrainement sulla Laguna di Berre, e si decise di commissionare la realizzazione di due modelli di idrovolanti da corsa alla ditta Société des Avions Bernard, ed uno alla Nieuport-Delage. I progetti dei due aerei furono designati HV-40 ed HV-41. Il primo doveva montare un propulsore radiale Gnome-Rhône 9Kfr Mistral, mentre il secondo un propulsore in linea Hispano-Suiza 12Ns Spécial, entrambi eroganti sulla carta ben 1000 CV. I due progetti vennero redatti dal capo progettista della ditta, l'ingegnere Georges Bruner, già autore del progetto del caccia terrestre Bernard 20, coadiuvato per l'HV-41 dall'ingegner Roger Robert.

## Tecnica
Progettato dall'ingegnere Georges Bruner il velivolo era un idrovolante a scarponi. La configurazione era la classica monoplana ad ala bassa a sbalzo, di struttura lignea, monoblocco. I due galleggianti erano costruiti in metallo, ed erano uniti alla fusoliera mediante due coppie di montanti carenati a forma di V rovesciata. Monoposto ad abitacolo aperto.
Il propulsore era un motore in linea Hispano-Suiza 18-R a 18 cilindri a W, raffreddati a liquido, erogante la potenza di 1 680 CV (1 390 kW) al livello del mare. Il motore, dotato di turbocompressore, azionava un'elica tripala metallica. Gli elementi verticali del propulsore erano coperti da un paio di carenature destinate ad aumentare l'efficacia del suo raffreddamento.

## Impiego operativo
Viste le buone prove ottenute dal prototipo HV-41, che aveva volato per la prima volta nell'agosto 1929, il governo francese decise di ordinare l'acquisto di tre esemplari del successivo HV-42, e di due del più avanzato modello HV-120. Tutti gli aerei erano destinati ad equipaggiare la Section d'Entrainement sur Hydravion à Grande Vitesse di Berre. Il primo esemplare volò per la prima volta ad Hourtin il 25 marzo 1930. Lo sviluppo dell'aereo era stato ritardato da problemi sorti durante la costruzione del motore in linea Hispano Suiza 18-R, raffreddato a liquido, che doveva sviluppare 1.680 CV. Oltre ai problemi tecnici incontrati durante lo sviluppo del motore il suo peso eccessivo richiese l'adozione di un nuovo supporto irrobustito, e il ridisegno della parte anteriore della fusoliera. Il secondo prototipo (immatricolato F-AKAL) montava lo stesso motore, ma incorporava un riduttore per azionare l'elica quadripala Chauvière. Questo velivolo andò perduto durante il suo volo inaugurale effettuato sulla laguna di Berre il 30 luglio 1931. Dopo una leggera picchiata l'aereo si infilò in acqua, provocando la morte sul colpo del pilota Georges Bougault, comandante della Section d'Entrainement sur Hydravion à Grande Vitesse. Quando venne recuperato il relitto dell'aereo ci si accorse che l'ago del tachimetro era rimasto bloccato su una velocità di circa 585 km/h. Tale perdita, unita a quella del capo collaudatore della Bernard, Antoine Paillard, deceduto il 16 giugno per una appendicite, diede un brusco arresto al programma di collaudo dell'aereo.
Tutto il governo francese si aspettava una brillante partecipazione della propria squadra alla Coppa Schneider del 1931, che doveva tenersi a Calshot Spit, nell'Inghilterra del sud. La squadra poteva contare sugli idrocorsa Bernard HV-40, HV-42, HV-120, Dewoitine HD.41 e Nieuport-Delage NiD.650, tutti velivoli appositamente progettati per la gara. Inoltre, nell'estremo tentativo di aggiudicarsi la competizione, nel 1930 il governo aveva autorizzato lo sviluppo del più potente modello HV-220, che doveva essere equipaggiato con un motore Lorraine erogante ben 2 200 CV.
La loro partecipazione venne annullata a causa dei problemi di messa a punto dei propulsori, mai del tutto risolti. Anche la squadra italiana dovette essere ritirata, perché gli aerei non furono messi a punto in tempo per la partecipazione. Entrambe le squadre chiesero all'organizzazione di spostare la gara, per potervi prendere parte, ma il British Royal Aero Club rifiutò. A causa di problemi politici ed economici la Gran Bretagna fu in grado di organizzare l'evento grazie a una donazione di 100.000 sterline effettuata da Lady Houston. La gara si svolse sabato 12 settembre, e vide la vittoria del Supermarine S.6B pilotato da John N. Boothman, che aggiudicò definitivamente la coppa alla Gran Bretagna.
Nel dicembre del 1933, su decisione del Ministero dell'Aeronautica, il primo prototipo fu convertito in aereo terrestre da competizione, con la nuova designazione Bernard V.4, per battere il record mondiale di velocità.

## Versioni
- HV-120 01: primo prototipo, che volò per la prima volta il 25 marzo 1930, dotato di elica tripala metallica.
- HV-120 02: secondo prototipo, primo volo il 30 luglio 1931.
- V.4: il primo prototipo convertito in aereo da competizione terrestre, dotato di propulsore Hispano-Suiza 18Sb erogante 1 125 hp (839 kW), e diversa apertura alare.